# Ragnvald Ingesson

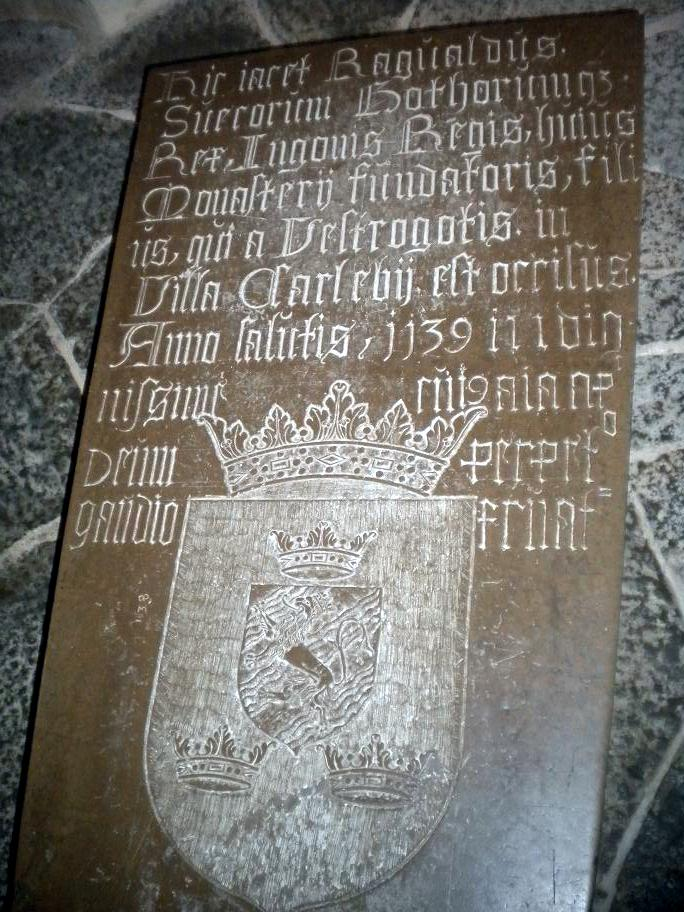
Ragnvalds gravsten i Vreta från 1500-talet.

Ragnvald Ingesson, även kallad Ragvald Ingesson, föddes senast 1100 som son till kung Inge den äldre. Hans främsta dokumenterade betydelse är som far till Ingrid Ragnvaldsdotter, bland annat gift med Henrik Skadelår och Harald Gille. Han anses ha instiftat kungagravarna i Vreta.
Rasmus Ludvigsson kan ha blandat ihop Ragnvald Ingesson med Ragnvald Knaphövde, som kan ha levt senare och då inte tillhört Stenkilsätten. Rasmus anger att "Ragvaldus" var son till kung Inge, Vreta klosters grundare, och blev ihjälslagen av västgötar i Karleby. Kung Ragnvald (Knaphövde) blev faktiskt ihjälslagen av västgötar vilket har gjort det antagligt att de här männen egentligen var en och samma person, men om hans familj finns bara en sen uppgift om att han skall ha varit son till Olof Näskonung.
Dotter:
- Ingrid, gift 1:o med danske prinsen Henrik Skadelår och 2:o med norske kungen Harald Gille